# Taggplattfoting
Taggplattfoting (Polydesmus denticulatus) är en mångfotingart som beskrevs av Carl Ludwig Koch 1847. Taggplattfoting ingår i släktet Polydesmus och familjen plattdubbelfotingar. Arten är reproducerande i Sverige. Utöver nominatformen finns också underarten P. d. beroni.